# Gerardo Ocfemia
Gerardo Ocfemia (Guinobatan, 23 april 1898 - 17 november 1959) was een Filipijns plantenpatholoog. Hij specialiseerde zich in plantenvirussen.

## Biografie
Gerardo Ocfemia werd geboren op 23 april 1898 in Guinobatan in de Filipijnse provincie Albay. Zijn ouders waren Rufo Ocfemia en Juana Offimaria. Hij voltooide in 1915 een bachelor-opleiding Landbouw aan de University of the Philippines (U.P.). In 1920 rondde hij met succes een Master of Science-opleiding in dezelfde richting af. Met een fellowship van U.P. studeerde hij vanaf 1920 aan de University of Winconsin waar hij in 1923 zijn Ph.D. voltooide. Van 1924 tot 1932 was hij universitair docent (assistent professor) bij de Sectie Plantpatholgie van de U.P.. Van 1932 tot 1945 was hij universitair hoofddocent (associate professor) en van 1945 tot 1952 was Ocfemia professor en hoofd Plantpatholgie. Na zijn pensionering werd hij in 1957 professor en hoofd van de pathologie afdeling van de Araneta University, het tegenwoordige De La Salle Araneta University. 
Ocfemia publiceerde vele artikelen in lokale en internationale tijdschriften over diverse apecten van fytopathologie, en specifiek over virussen van planten, als rijst, suikerriet, abaca en kokosnoot. In 1954 kreeg Ocfemia een fellowship aangeboden door de John Simon Guggenheim Foundation. En het jaar erop werd hem een onderzoeksfunctie aan het Rockefeller Institute of Medical Research in New York aangeboden. Dat jaar kreeg hij van president Ramon Magsaysay ook een diploma voor zijn onderscheidende wetenschappelijke werk.
Ocfemia overleed in 1959 op 61-jarige leeftijd. Hij was getrouwd met Epifania San Valentin. Samen kregen ze vier kinderen.